# سارة فون
سارة لويس فون (بالإنجليزية: Sarah Vaughan)‏ (27 مارس 1924 - 3 أبريل 1990) هي مغنية جاز أمريكية وصفها الناقد الموسيقي سكون يانو : «بأن له لديها صوت من أجمل أصوات القرن العشرين».

## روابط خارجية
- سارة فون على موقع IMDb (الإنجليزية)
- سارة فون على موقع الموسوعة البريطانية (الإنجليزية)
- سارة فون على موقع مونزينجر (الألمانية)
- سارة فون على موقع ألو سيني (الفرنسية)
- سارة فون على موقع ميوزك برينز (الإنجليزية)
- سارة فون على موقع أول موفي (الإنجليزية)
- سارة فون على موقع قاعدة بيانات الأفلام السويدية (السويدية)
- سارة فون على موقع قاعدة بيانات الأفلام السويدية (السويدية)
- سارة فون على موقع إن إن دي بي (الإنجليزية)
- سارة فون على موقع أول ميوزيك (الإنجليزية)